# Teleki Domokos (művelődéstörténész)
Gróf Teleki Domokos (Kolozsvár, 1880. január 11. – Csombord, 1955. július 3.) erdélyi magyar művelődéstörténeti és vadászati szakíró.

## Életútja, munkássága
Kolozsvárt jogot végzett, majd ugyanitt államtudományi doktorátust szerzett. Ezt követően gernyeszegi birtokán a mintagazdaságot vezette, a görgényi református egyházmegye főgondnoka, 1942-ig a Teleki Téka intézőbizottságának elnöke volt. Kastélyában, részben saját gyűjtéséből, értékes magánmúzeumot rendezett be. 1922 szeptemberében, a gernyeszegi templom restaurálási ünnepségein vetődött fel a vendégek körében a gondolata annak az írói összefogásnak, amelyet 1926-ban Kemény János valósított meg Marosvécsen.
Cikkei jelentek meg többek között a Vadász-szaklapban és a Köztelekben. Az Erdélyi Múzeum-Egyesület 1930. augusztus 28–30-án rendezett marosvásárhelyi vándorgyűlésének második napján a marosvásárhelyi Teleki-könyvtár történetéről tartott előadást, amely önálló kiadásban is megjelent (A marosvásárhelyi Teleki-könyvtár története. Kolozsvár, 1930. Erdélyi Tudományos Füzetek).